# Regno di Abcasia
Il Regno di Abcasia, noto anche come Regno degli Abcasi si riferisce all'antico stato feudale medievale situato nel Caucaso che durò dal 780-790 fino all'unione, attraverso successione dinastica, con il Regno di Georgia nel 1008.

## Enigma storiografico
Nell'ambito della scrittura, la storia iniziale del regno venne dominata dagli annali georgiani, armeni, bizantini e musulmani, predominanza avvalorata anche dagli attuali documenti archeologici ed epigrafici.
Il problema del Regno Abcasico, particolarmente le questioni riguardanti la natura della sua famiglia regnante e la sua composizione etnica, è il principale punto di controversia tra i moderni studiosi georgiani e abcasici. Ciò può essere ampiamente spiegato dalla scarsità di fonti primarie al riguardo. La maggior parte degli storici abcasi asseriscono che la formazione del regno fosse dovuta al consolidamento delle antiche tribù abcasiche che furono capaci di estendere il loro dominio nelle regioni limitrofe. Questa asserzione viene respinta dagli storici georgiani, alcuni dei quali asseriscono che il regno fosse stato interamente georgiano.
La maggior parte degli studiosi internazionali concordano sul fatto che sia estremamente difficile valutare l'identità etnica dei vari segmenti di popolazione principalmente in base al fatto che i termini "Abcasia" e "abcasici" fossero utilizzati in un senso ampio durante questo periodo – e in alcuni brevi periodi successivi – e si riferiva, per qualsiasi scopo pratico, a tutta la popolazione del regno, comprendente sia i georgiani che i possibili popoli moderni abcasici (abasgoi, apsilae e zygii). Sembra probabile che una proporzione significativa (se non predominante) di popolazione di lingua georgiana, insieme allo sforzo dei re abcasi di liberarsi dall'assoggettamento politico e culturale bizantino, diede come risultato la sostituzione della lingua greca con il georgiano come lingua letteraria e culturale. Ma nelle fonti armene, ciò è dovuto al fatto che il re armeno Abas scolpì le palme agli iberici, dopo di che il loro nome «aphaz», e gli armeni chiamavano Abasgov «Abaza», che si traduceva come "popolo del mare", che proveniva dall'Arabo. 

## Storia antica
Abasgia, uno stato un tempo soggetto all'Impero Romano D'Oriente, ha fatto molti tentativi di sbarazzarsi del potere. Situato principalmente lungo la costa del Mar Nero in ciò che adesso è la parte nord-occidentale dell'attuale sedicente Repubblica di Abcasia ed estesa verso nord nel territorio dell'odierno Kraj di Krasnodar di Russia. La sua capitale era Anacopia. L'Abcasia venne governata da un arconte ereditario il quale in effetti funzionava come un viceré bizantino. La regione era in massima parte cristiana e la città di Pitsunda era la sede di un arcivescovo direttamente subordinato al Patriarca di Costantinopoli. Gli arabi, perseguitando i principi georgiani in ritirata – i fratelli Mir di Egrisi e Archil di Kartli – dilagano in Abcasia nel 736. La dissenteria e le inondazioni, insieme alla tenace resistenza praticata dall'arconte Leone I e i suoi alleati kartliani ed egrisiani, riuscirono a respingere gli invasori. Leone I allora sposò la figlia di Mir, e un successore, Leone II sfruttò questa unione dinastica per acquisire Egrisi (Lazica) nel decennio del 770. Considerato presumibilmente come stato successore di Lazica, questo nuovo sistema di governo continuò ad essere riferito come Egrisi in alcune cronache georgiane contemporanee e armene (per es., La storia di Armenia di Hovannes Draskhanakertsi).
L'efficace difesa attuata contro gli arabi e le nuove acquisizioni territoriali diedero ai principi abcasici sufficiente potere per rivendicare maggiore autonomia all'impero bizantino. Verso il 786 circa, Leone ottenne la sua piena indipendenza con l'aiuto dei cazari, assumendo il titolo di re degli abcasi e trasferendo la sua capitale alla città georgiana occidentale di Kutatisi (attuale Kutaisi). Secondo gli annali georgiani, Leone suddivise il suo regno in otto ducati (saeristavo): Abcazia propriamente detta, Tskhumi, Bedia, Guria, Rach'a e Takveri, Svaneti, Argveti, e Kutatisi.
Il periodo più prospero del regno abcasico fu tra l'850 e il 950. Nei primi anni del X secolo si estendeva, secondo fonti bizantine, lungo la costa del Mar Nero per trecento miglia  greche, dalle frontiere del thema caldeo alle foce del fiume Nicopsis, con alle spalle il Caucaso. Le tendenze espansionistiche in aumento del regno portarono ad un allargamento del suo reame verso est. Iniziando con Giorgio I (872/873 - 878/879), i re abcasi controllavano anche Kartli (la parte centrale ed orientale della Georgia), interferendo negli affari dei georgiani e dei bagratidi armeni. Nel 908 circa, il re Costantino III (898/899 - 916/917) aveva alla fine annesso una porzione significativa di Kartli, strappata al regno confinante di Tfilisi (attuale Tbilisi) controllato dagli arabi. Con il figlio, Giorgio II (916/917 - 960), il regno abcasico raggiunse il suo culmine di potenza e prestigio. Per un breve periodo di tempo, anche Kakheti nella Georgia orientale e Hereti nelle regioni limitrofe georgiane-albanesi riconobbero la sovranità abcasica. Come un temporaneo alleato dei bizantini, Giorgio II favorì le attività missionarie di Nicholas Mystikos nell'Alania.

Bagrat II di Abcasia fu anche Bagrat III di Georgia della casata dei Bagrationi.

I successori di Giorgio, tuttavia, furono incapaci di mantenere la forza e l'integrità del regno. Durante il governo di Leone III (960-969), Kakheti ed Hereti vennero ad emanciparsi dal potere abcasico. Un'aspra guerra civile e le rivolte feudali, iniziate con Demetrio III (969-976), condussero il regno nella totale anarchia sotto lo sfortunato re Teodosio III il Cieco (976-978). A quel tempo l'egemonia nella Transcaucasia passò infine ai bagratidi georgiani di Tao-Klarjeti. Nel 978, il principe bagratide Bagrat, nipote (figlio della sorella) di Teodosio (senza figli), si insediò sul trono abcasico con l'aiuto del suo padre adottivo David III di Tao. Nel 1008, Bagrat succedette alla morte del suo padre naturale Gurgen come il re dei re dei georgiani. Così, questi due regni, unificati attraverso la successione dinastica, vennero praticamente a fondare la monarchia georgiana unificata, ufficialmente denominata regno degli abcasi e georgiani.

## Regnanti
La maggior parte dei re abcasi, ad eccezione di Giovanni e Adarnase degli Shavliani, provenivano dalla dinastia talvolta registrata nella storiografia moderna come Leonidi, dal nome del primo re Leone, o Anosidi, dal nome del principe Anos, dal quale la famiglia reale rivendicava le sue origini. 

### Casata degli Leonidi (Lau)
- Leone II, 767/68-811/12
- Teodosio II, 811/12-837/38
- Demetrio II, 837/38-872/73
- Giorgio I di Aghts'epi, 872/73-878/79

### Casata degli Shavliani
- Giovanni Shavliani, 878/79-c. 880
- Adarnase Shavliani, c. 880-887/88

### Casata degli Leonidi(Lau)
- Bagrat I, 887/88-898/99
- Costantino III, 898/99-916/17
- Giorgio II, 916/17-960
- Leone III, 960-969
- Demetrio III, 969-976
- Teodosio III, 976-978

### Casata dei Bagratidi
- Bagrat III, 978-1014